# Pożar w Windscale

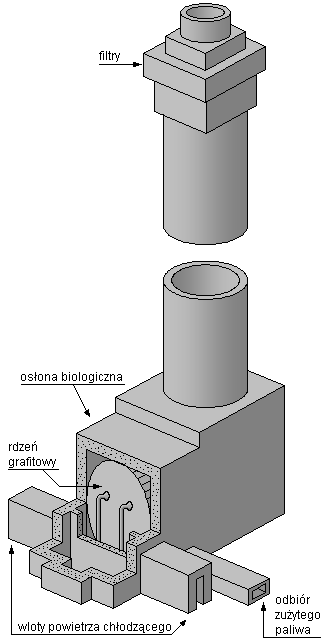
Schemat instalacji: Windscale stos nr 1

Pożar w Windscale – 10 października 1957 grafitowy rdzeń brytyjskiego reaktora w miejscowości Windscale (obecnie w hrabstwie Kumbria), uległ samozapłonowi. Gazy wylotowe porywając materiały radioaktywne zawarte w rdzeniu spowodowały skażenie radioaktywne pobliskiej okolicy.

## Geneza
Po II wojnie światowej, w 1946, Stany Zjednoczone dokonały zamknięcia programu budowy bomby atomowej dla wszystkich naukowców spoza Stanów Zjednoczonych, wykluczając ich z projektu Manhattan.
Rząd brytyjski, chcący utrzymać status mocarstwa światowego ze względu na potencjał militarny, uruchomił program budowy własnej bomby atomowej, która miała zostać zbudowana „tak szybko, jak to będzie możliwe”.
Ponieważ Amerykanie wykluczyli Brytyjczyków z własnego programu, Brytyjczycy nie posiadali źródła plutonu – głównego składnika broni atomowej. (Do wytworzenia broni atomowej nadaje się także pozyskiwany z rud uranu izotop U-235, jednak do wytworzenia głowicy bojowej wystarcza 4-krotnie mniejsza masa plutonu niż uranu.)
Rząd brytyjski, w obliczu braku surowca zdecydował się na budowę dwóch stosów atomowych, zdolnych do produkcji plutonu ze zubożonego uranu, zgodnie z reakcją:
{\displaystyle \mathrm {^{238}U+n\to {}^{239}U\to {}^{239}Np+e^{-}\to {}^{239}Pu+e^{-}} .}

## Stosy Windscale
Reaktory wybudowano w krótkim czasie w pobliżu małej wioski Seascale (Cumbria), i zostały nazwane „stos Windscale nr 1" i „stos Windscale nr 2". Zostały one zabudowane dużymi betonowymi obudowami, położonymi kilkaset metrów od siebie. Moderatorem obu reaktorów był grafit, chłodziwem – powietrze.
Ponieważ w wyniku reakcji syntezy jądrowej {\displaystyle \mathrm {^{238}U\to {}^{239}Pu} } produkowane są duże ilości ciepła, stosy były chłodzone powietrzem przepływającym przez wydrążone w graficie kanały. Gorące „odpadowe” powietrze było kierowane do komina.
Filtry dodano w późniejszym czasie, po naciskach Johna Cockcrofta, montując je przy ujściach przeszło 100-metrowych kominów. Przez dłuższy czas były one uważane za zbędne, a czas i pieniądze zużyte na montaż za „wyrzucone w błoto”. Same filtry były przez pracowników i projektantów nazywane „fanaberią Cockcrofta”, jednak to właśnie ta „fanaberia” zapobiegła późniejszemu skażeniu na niespotykaną dotąd skalę.
Stosy składały się z oktogonalnie ułożonych bloków grafitowych, z pionowymi szczelinami na pręty kontrolne, przeciętych poziomymi kanałami, w które wprowadzano zubożony uran oraz lit, w celu produkcji pod wpływem neutronów plutonu oraz trytu. Paliwo oraz izotopy były podawane z przodu reaktora, zużyte paliwo było odbierane z tylnej części i zrzucane do kanału z wodą w celu ochłodzenia elementów przed procesem wydzielania plutonu.
Podczas budowy reaktora – stosu, niewiele wiedziano o zachowaniu się grafitu poddanego działaniu neutronów. Węgierski fizyk Eugene Wigner odkrył, iż pod wpływem neutronów grafit zmienia swą strukturę krystaliczną gromadząc energię oddaną przez neutrony w formie energii potencjalnej. Energia ta, zwana energią Wignera może samorzutnie wydzielić się w formie ciepła. Stos nr 1 doświadczał tajemniczych wzrostów temperatury wewnątrz rdzenia, które były objawami wydzielającej się energii Wignera. Brytyjczycy szukali bezpiecznego sposobu pozbywania się wydzielającej się energii. Jedyne znane rozwiązanie było bardzo proste: proces wyżarzania, w którym rdzeń grafitowy był ogrzewany do temp. 250 °C. Struktura krystaliczna grafitu zwiększała swoją objętość wystarczająco, aby molekuły węgla zaczęły się ślizgać między sobą, co powodowało uwalnianie zgromadzonej energii w formie ciepła, jednorodnie rozkładającego się na całą objętość rdzenia.
Sam proces wyżarzania zabezpieczał rdzeń przed nadmiernym wzrostem energii Wignera uwięzionej wewnątrz struktury grafitu, jednak urządzenia monitorujące podczas wyżarzania sam reaktor oraz elementy pomocnicze (np. chłodzenie) nie zostały nigdy zaprojektowane ani zbudowane.
W czasie pracy stosu okazało się, iż każdy cykl wyżarzania różnił się nieznacznie od innych, a jego wywołanie (uwolnienie energii Wignera) stawało się coraz trudniejsze z biegiem czasu. Kolejne cykle pracy wymagały wyższej temperatury rdzenia, aby nastąpiło jego wyżarzanie. Wynikało to z faktu, iż rdzeń grafitowy stale gromadził część energii Wignera, której nie zdołano uwolnić w poprzednich cyklach.
W procesie wyżarzania rdzeń oddawał duże ilości ciepła, co jednocześnie oznaczało, iż reaktor pracuje i ma dostateczną ilość paliwa.
Ponieważ stosy były budowane pośpiesznie w czasach, gdy konstrukcje reaktorów były prymitywne, stosy Windscale posiadały szereg wad mogących prowadzić do ewentualnego zagrożenia:
- Rdzeń zbudowany z grafitu pali się w powietrzu, które z kolei było używane do jego chłodzenia, stwarzając tym samym niebezpieczeństwo pożaru.
- Powietrze chłodzące mogło porywać materiały radioaktywne, przechodzić przez filtry i dostawać się do otoczenia.
- Termopary były zamontowane tylko w rejonach umożliwiających śledzenie procesu produkcji plutonu, a nie aby nadzorować efekt wyżarzania rdzenia.
- Brak było punktów dostępu do rdzenia, aby szybko zdiagnozować wszelkie nieprawidłowości pracy.
- Paliwo reaktora, metaliczny uran może ulec samozapłonowi w zbyt wysokiej temperaturze w przeciwieństwie do tlenku uranu stosowanego obecnie.

## Wypadek

### Samozapłon
7 października 1957, operatorzy stosu nr 1 rozpoczęli cykl wyżarzania, przełączając dmuchawy chłodzące na niską moc i stabilizując stos przy małej mocy za pomocą prętów kontrolnych. Następnego dnia, w trakcie procesu wyżarzania, operatorzy zwiększali moc reaktora. Kiedy proces wyżarzania trwał, pręty kontrolne były wsunięte do reaktora w celu jego wyłączenia.
Okazało się, że wydzielająca się energia Wignera nie rozproszyła się wewnątrz rdzenia, lecz zanikła przedwcześnie. Operatorzy, pewni iż wyżarzanie zakończyło się pomyślnie, zaczęli usuwać pręty kontrolne z reaktora w celu rozpoczęcia normalnej pracy stosu (przemian jądrowych i syntezy plutonu) i ostatecznego zakończenia procesu wyżarzania.
Termopary nie znajdowały się w najsilniej ogrzanym odcinku rdzenia, stąd nie było wiadome, że niektóre fragmenty grafitu były bardziej rozgrzane od innych. To, oraz dodatkowy fakt samonagrzewania reaktora w wyniku zwiększenia mocy roboczej prawdopodobnie spowodowały samozapłon, jednak faktyczna przyczyna pojawienia się ognia nie jest znana.
Oficjalny raport ze zdarzenia sugerował, iż uran znajdujący się w rdzeniu uległ pod wpływem przegrzania samozapłonowi (do tlenku uranu), jednak w innej części raportu pojawia się sugestia, iż zapłon mógł zostać wywołany z wyniku przegrzania wkładu litowo-magnezowego.
Instrumenty pomiarowe zarejestrowały łagodny wzrost temperatury rdzenia, który był przewidywany ze względu na uwalniającą się energię Wignera.
Wczesnym rankiem 10 października stało się jasne, iż stos nie pracuje prawidłowo. Temperatura wewnątrz rdzenia była większa niż przypuszczalnie wydzielona z uwolnionej energii Wignera. Termopary pokazywały niejednoznaczne odczyty, z których jedna sygnalizowała, iż temperatura w rdzeniu wciąż wzrasta. Mierniki promieniowania znajdujące się w filtrach przy kominach wylotowych wskazywały na silny wzrost promieniowania, co spowodowało ogłoszenie alarmu.
Operatorzy próbowali zbadać stos używając zdalnego skanera, jednak nie dawał on prawidłowych odczytów. Tom Hughes, zastępca operatora stosu zaproponował zbadanie stosu osobiście. Jeden z operatorów, wyposażony w ubranie ochronne zaraportował, iż cztery kanały paliwowe są rozpalone do czerwoności.
W tym momencie stało się jasne, iż reaktor się pali, a stan ten trwa już od 48 godzin. Główny operator stosu, Tom Tuohy wyposażony w ubranie ochronne i aparat do oddychania zbadał tylną część reaktora, która pod wpływem gorąca świeciła ciemnoczerwonym światłem, pochodzącym od rozpalonych prętów paliwowych. Tuohy kilkukrotnie powracał do rdzenia mimo szalejącego pożaru w celu inspekcji i sprawdzenia konstrukcji obudowy reaktora, która, według założeń technicznych, miała być odporna na pożar do pewnej granicznej temperatury i po jej przekroczeniu mogła ulec rozpadowi czy zawaleniu.

### Próby gaszenia
Operatorzy nie byli pewni jak zareagować w przypadku pożaru. W pierwszym odruchu włączono dmuchawy na pełną moc, aby zwiększyć skuteczność chłodzenia, co jednak tylko podsyciło pożar dostarczając płonącemu grafitowi tlenu z powietrza. Hughes i jego kolega usunęli część nieuszkodzonego paliwa z reaktora, a Tuohy zaproponował usunięcie ich bezpośrednio z serca pożaru. Okazało się to jednak niemożliwe. Według raportów operatorów, pręty paliwowe były białe z gorąca. W jednym przypadku próba usunięcia skończyła się rozlaniem już stopionego paliwa (temp. ponad 1132 °C) i silnym skażeniem pomieszczeń reaktora.
Następnie operatorzy próbowali ugasić pożar za pomocą dwutlenku węgla. Niedaleko znajdowały się nowe chłodzone gazem reaktory Calder Hall, do których niedawno zakupiono 25 ton ciekłego dwutlenku węgla. Został on natychmiast podany do czoła stosu Windscale nr 1, jednak bez rezultatów. Prawdopodobnie ogień był już tak silny, iż molekuły dwutlenku węgla ulegały rozpadowi na atomowy tlen i węgiel.
W piątek, 11 października, 11 ton uranu znajdowało się w płomieniach. Temperatura zaczęła być niebezpiecznie wysoka (termopary zanotowały 1300 °C), co groziło zawaleniem się biologicznej osłony nad reaktorem. To z kolei spowodowałoby częściowe odsłonięcie rdzenia i wydostanie się ton silnie promieniotwórczych radionuklidów do środowiska. W obliczu zagrożenia, operatorzy zdecydowali się na użycie wody, co było skrajnie niebezpieczne: stopione metale w kontakcie z wodą ulegają utlenieniu uwalniając wodór, który w połączeniu z powietrzem może spowodować eksplozję, rozrywając osłabioną już przez pożar betonową osłonę biologiczną. Mimo to, reaktor został zalany wodą na wysokość 1 metra ponad wysokość rdzenia.
Główny operator (Tuohy) zdecydował się odciąć reaktor od wszystkich źródeł powietrza, czyniąc każdego z obsługi odpowiedzialnym za kontrolę tego stanu. Woda miała być ciągle włączona, a obsługa nasłuchiwać czy nie nastąpi eksplozja wodoru, gdyż ciśnienie gazów w rdzeniu stale rosło. Woda była dolewana tak długo, aż stos uległ całkowitemu wychłodzeniu.

## Następstwa
Pożar uwolnił do otoczenia materiał radioaktywny o mocy około 20 000 kiurów (700 · 1012 bekereli), w którym znajdował się radioaktywny izotop jodu-131, którego okres połowicznego rozpadu wynosi 8 dni. Mimo tak krótkiego okresu półtrwania jest on niezwykle szkodliwy dla ludzi, gdyż izotop ten jest wychwytywany bezpośrednio z wdychanego powietrza i gromadzony w tarczycy. Większe stężenie tego izotopu może spowodować nowotwór tego narządu.
Z rejonu skażonego nikt nie został ewakuowany, jednak mleko uznano za produkt silnie skażony. Cała produkcja mleka z obszaru 500 km² była przez miesiąc niszczona (wylewana do rzek).
Opinia publiczna była podzielona. Wiele osób panikowało, jednak większość środków masowego przekazu znacznie zaniżała powagę wypadku. Niektóre media były powiązane z zakładami produkującymi pluton, inne nie zaobserwowały żadnych następstw chorobowych, co dawało względne poczucie bezpieczeństwa. Osoby mieszkające w skażonej strefie były oskarżane przez massmedia o sianie paniki.
Reaktora nie dało się uratować, jednak jego osłona biologiczna została nienaruszona i była wciąż bezpieczna po pożarze. Z reaktora usunięto około 6700 uszkodzonych w wyniku pożaru prętów paliwowych oraz 1700 elementów zawierających izotopy. Reaktor, mimo chłodzenia, wciąż pozostawał gorący w wyniku zachodzących reakcji jądrowych wewnątrz rdzenia. Stos Windscale 2, który nie ucierpiał w czasie pożaru, został uznany za zbyt niebezpieczny w użytkowaniu i wkrótce zamknięty.
Strefa Windscale pozostała zdekontaminowana i jest wciąż zamieszkana. Aktualnie w tym rejonie znajduje się kilka reaktorów jądrowych. Część strefy została potem nazwana Sellafield.
W latach 90. Międzynarodowa Agencja Energii Atomowej rozpoczęła operację dekontaminacji i oczyszczania obu stosów. Obecnie jest ona częściowo zakończona. Planuje się bezpieczne usunięcie uszkodzonego przez ogień stosu nr 1, który wciąż pozostaje radioaktywny z powodu radionuklidów i resztek napromieniowanego paliwa.
Pożar był opisywany jako najgorszy wypadek w historii zastosowania atomu aż do incydentu stopienia rdzenia w 1979 w Three Mile Island. Pozytywnym następstwem wypadku było całkowite zaniechanie produkcji reaktorów chłodzonych powietrzem.